# Estêvão da Gama (ca. 1470)
Estêvão da Gama (circa 1470) è stato un esploratore portoghese cugino di Vasco da Gama o secondo Manuel de Faria e Sousa figlio di suo cugino Aires da Gama.
Scoprì nel 1502 l'arcipelago di Trindade e Martim Vaz, situato a circa 1200 km dalla coste brasiliane e oggi parte dello stato di Espírito Santo.
Nel 1503 fu capitano dell'Armadas da Índia in Calabria.